# Tarszoszi Hermogenész
Tarszoszi Hermogenész (Ἑρμογένης ὁ Ταρσεύς 2. század–3. század) görög rétor. Tarszoszból származott. A Szuda-lexikon több retorikai művének címét sorolja fel, amelyeket 18–20 éves kora körül írt. A legfontosabbak közülük a szónoklattechnikai könyvei: Περι σταςεων βιβλιον (1 könyv), Περι ιδεων λογου διδλια (A prózai stílusról, 2 könyv), Περι κοιλης Σουριας (Koileszíriáról, 2 könyv). Nagyban támaszkodott Démoszthenészre.
Már tizenöt éves korában nagy feltűnést keltett Rómában, mint ékesszólást tanító mester (rétor). Nagy hatással volt Marcus Aurelius római császárra, amit Cassius Dio említ (71, 1, 4). A kora ifjúságában írt műveket 24 éves kora után nem követte több, holott késő vénségben halt meg. Még a bizánci korban is nagy tekintélye volt. Modern kritikusai szerint azonban nem volt több compendiumgyártónál, aki nemcsak újat nem hozott a retorikában, hanem az ékesszólás művészetét iskolai színvonalra alacsonyította. Legnagyobb hatású munkája a máig fennmaradt „előgyakorlatok” (progümnaszmata) volt. Jelentős scholionokat írt belőlük Szópatrosz.